# Olivier Truc
Pour les articles homonymes, voir Truc.
Olivier Truc est un journaliste, écrivain et scénariste français né à Dax le 22 novembre 1964.

## Biographie
Il grandit en région parisienne et rejoint Montpellier en cours de licence afin de s'investir dans le journalisme. Il y démarre au quotidien régional Midi libre en 1986. Il travaille ensuite pour divers médias (La Gazette de Montpellier, Télésoleil, Libération, TF1) traitant des sujets de société.
Il habite Stockholm depuis 1994 et a été correspondant notamment de la radio RTL, de l'hebdomadaire Le Point, du quotidien Libération (1998-2005) puis du journal Le Monde (2005-2016) pour les pays nordiques et baltes. Il est aussi documentariste pour la télévision, réalisateur notamment des Bâtards du Reich (26 min, Arte, 2002), de La Dernière Plongée, (réalisé avec Frédéric Vassort, 52 min, France 5, 2006, Prix spécial du jury Figra 2007), Police des rennes (52 min, France 5, 2008), Suède, la lutte contre l'extrême-droite (13', Arte Reportage, 2013). Il amorce sa carrière littéraire en 2006 avec la publication de L'Imposteur, une enquête sur un rescapé français du Goulag qui avait réécrit une partie de sa vie pour survivre. En 2008, il publie, avec Christian Catomeris, une enquête sur le destin dramatique des anciens plongeurs de l'industrie pétrolière en mer du Nord (Dykaren som exploderade, en suédois, 2008, Norstedts).
Il est également l'auteur du roman policier Le Dernier Lapon qui a été traduit en plus de vingt langues et a obtenu plus de vingt prix dont le prix Quai du polar 2013, le prix Mystère de la critique 2013 et le prix Michel-Lebrun 2013. La série se poursuit avec Le Détroit du Loup en 2014 et La Montagne rouge en 2016. La série se situe de nos jours en Laponie et, à travers les enquêtes de deux officiers de la Police des rennes, Nina Nansen et Klemet Nango, raconte le Grand Nord. En 2019, il publie un roman d'aventure historique situé au XVIIe siècle, racontant la colonisation de la Laponie à travers la vie d'un cartographe basque, Le cartographe des Indes boréales, finaliste du prix Joseph Kessel et du prix Étonnants voyageurs. En 2019 également, il publie L'affaire Nobel - une autre histoire de la Suède, un récit qui dresse un portrait du royaume à travers le scandale qui a secoué l'Académie suédoise et la Suède tout entière.

## Œuvre

### Récits
- L'Imposteur , Paris, Calmann-Lévy, 2006  (ISBN 9782702137208) ; réédition, Paris, Points, 2015
- Dykaren som exploderade, co-écrit avec Christian Catomeris, en suédois, Stockholm, Norstedts, 2008
- L'affaire Nobel - une autre histoire de la Suède , Paris, éditions Grasset, 2019

### Romans
- La Police des rennes (tome 1), Le Dernier Lapon , Paris, Éditions Métailié, 2012  (ISBN 9782864248835) ; réédition, Paris, Éditions Points policier no 3103, 2013
- La Police des rennes' (tome 2), Le Détroit du loup , Paris, Éditions Métailié, 2014  (ISBN 9782864249634) ; réédition, Paris, Éditions Points policier, 2015
- La Police des rennes (tome 3), La Montagne rouge , Paris, Éditions Métailié, 2016  (ISBN 9791022605229) ; réédition, Paris, Éditions Points policier, 2017
- Le Cartographe des Indes boréales , Paris, Éditions Métailié, 2019  (ISBN 9791022608671) ; réédition, Paris, Éditions Points, 2020
- La Police des rennes (tome 4), Les Chiens de Pasvik, Paris, Éditions Métailié, 2021 ; réédition, Paris, Points policier , 2022
- Les Sentiers obscurs de Karachi, Paris, Éditions Métailié, 2022
- La Police des rennes (tome 5), Le Premier Renne, Paris, Éditions Métailié, 2024

### Bandes dessinées
- Infiltrés, récit en deux tomes co-écrit avec Sylvain Runberg, avec le concours d' Olivier Thomas (dessin) et Delphine Rieu (couleur), raconte l'histoire d'un groupuscule d'extrême-droite infiltré par les services spéciaux danois. Éditions Soleil/Delcourt. tome 1 : Le sourire du faucon 2015 ; tome 2 : Les larmes de Jolène, 2016[2]
- On est chez nous, récit en deux tomes co-écrit avec Sylvain Runberg, avec le concours de Nicolas Otéro (dessin) et 1ver2ânes (couleur), met en scène une petite ville de Provence gérée par l'extrême-droite où un journaliste, qui écrit sur la gestion de la ville, doit enquêter sur un double meurtre. Robinson Editions/Hachette. tome 1 : Soleil brun 2019 ; tome 2 : Marchands d'espoir, 2020.
- La source, récit co-scénarisé avec Sylvain Runberg et Gaël Blanchereau, avec le concours de Sébastien Damour (dessin) et Greg Lofé (couleur), éditions Phileas. Tome 1 : La Gardienne du Talion, 2022.
- Les Exilés de Mosseheim, co-scénarisé avec Sylvain Runberg, avec le concours de Julien Carrette (dessin), décrit la vie de milliers de réfugiés européens après l'explosion de la centrale nucléaire alsacienne de Mosseheim. Editions Dupuis. Tome 1 : Réfugiés nucléaires, 2023.

### Adaptations en bandes dessinées
- Le Dernier Lapon, de Javier Cosnava (scénario, adaptation) et Toni Carbos (dessin, couleur), librement adapté du roman éponyme, Sarbacane septembre 2018[3],[4]. (ISBN 978-2-377-31107-1)

### Nouvelles
- Le café de Vivalta, dans Crimes de sang-froid. Paris, Nouveau Monde Éditions, 2018.  (ISBN 978-2-369-42697-4)

## Prix et distinctions
Pour Le Dernier Lapon :
- Prix des lecteurs du Pays de Redon - 2014
- Prix des Lecteurs de Quai du polar -20 Minutes - 2013[6]
- Prix Mystère de la critique - 2013[7]
- Prix Thierry-Jonquet - 2013
- Prix Robinsonnais - 2013
- Prix Inter polar du festival polar de Reims - 2013
- Prix Michel-Lebrun - 2013[8]
- Prix Sang d'encre de la Ville de Vienne - 2013[9]
- Prix Goutte de Sang d’Encre, prix des lecteurs décerné par le réseau des médiathèques de la Ville de Vienne - 2013
- Prix 1001 Feuilles Noires de la Bibliothèque de Lamballe - 2013
- Prix des lecteurs Plume Libre – Plume de bronze dans la catégorie "Nouvelle plume polar- thriller francophone" - 2013
- Trophée 813 du festival Paris Polar - 2013[10]
- Prix Mes-Sou-Thu (prix des bibliothèques de Messimy, Soucieux-en-Jarrest et Thurins) - 2013
- Prix du Polar des médiathèques d’Antony - 2013
- Prix du premier roman Rotary Club et Salon du livre de Cosne-sur-Loire - 2013
- Prix Biblioblog - 2013